# 格哈德·哈纳皮
格哈德·哈纳皮（德語：Gerhard Hanappi，1929年2月16日—1980年8月23日），奥地利男子足球运动员。他曾代表奥地利国家队参加1954年和1958年国际足联世界杯，其中1954年世界杯获得第三名。